# Comunitat de municipis Paimpol-Goëlo
La Comunitat de municipis Paimpol-Goëlo (en bretó Kumuniezh kumunioù Pempoull Goueloù) és una estructura intercomunal francesa, situada al departament de les Costes d'Armor a la regió Bretanya, al País de Trégor Goëlo. Té una extensió de 129,16 kilòmetres quadrats i una població de 19.347 habitants (2006).

## Composició
Agrupa 9 comunes :
1. Kerfot
2. Lanleff
3. Lanloup
4. Paimpol
5. Pléhédel
6. Ploubazlanec
7. Plouézec
8. Plourivo
9. Yvias